# Megascops
Megascops - рід птахів родини совові (Strigidae). Представники роду поширені у Північній та Південній Америці. Більшу частину 20 сторіччя рід Megascops вважався частиною роду Otus, але тепер він знов виділений у самостійний рід, зважаючи на деякі поведінкові, біогеографічні, морфологічні та генетичні особливості, зокрема дослідження ДНК. Однак у деяких класифікаціях, зокрема у Г.В.Фесенка  можна побачити їх у складі роду Otus з родовою назвою сплюшка, другим синонімом для роду Otus, вжитим у праці М.А.Воїнственського, О.Б.Кістяківського 1952 року.

## Види
Рід нараховує 23 види::
- Сплюшка вусата (Megascops trichopsis)
- Сплюшка коста-риканська (Megascops clarkii)
- Сплюшка білогорла (Megascops albogularis)
- Сплюшка неотропічна (Megascops choliba)
- Сплюшка чіапська (Megascops barbarus)
- Сплюшка мангрова (Megascops cooperi)
- Сплюшка західна (Megascops kennicottii)
- Сплюшка північна (Megascops asio)
- Сплюшка бура (Megascops seductus)
- Сплюшка гватемальська (Megascops guatemalae)
- Сплюшка венесуельська (Megascops vermiculatus)
- Сплюшка високогірна (Megascops koepckeae)
- Сплюшка андійська (Megascops ingens)
- Сплюшка еквадорська (Megascops petersoni)
- Сплюшка кордильєрська (Megascops marshalli)
- Сплюшка аргентинська (Megascops hoyi)
- Сплюшка чокоанська (Megascops centralis)[4]
- Сплюшка нагірна (Megascops roraimae)[5]
- Сплюшка санта-катаринська (Megascops sanctaecatarinae)
- Сплюшка санта-мартійська (Megascops gilesi)[6]
- Сплюшка чагарникова (Megascops roboratus)
- Сплюшка амазонійська (Megascops watsonii)
- Сплюшка темноголова (Megascops atricapilla)